# Karl-Ludwig Mönkemeier
Karl-Ludwig Mönkemeier (* 30. September 1923 in Stiepelse; † 8. Mai 2009 in Hamburg) war ein deutscher Jurist und Hamburger Hafendirektor.

## Leben
1937 kam er nach Hamburg-Harburg. Er studierte in Hamburg Jura und promovierte. Ab 1968 bekleidete er das wichtige Amt des Hafendirektors in der Wirtschaftsbehörde als Leiter der Abteilung Hafen- und Schifffahrt-Hafendirektion. Sein Name ist untrennbar mit der Entwicklung des Hamburger Hafens zum modernen Universalhafen verbunden. Für seine Dienste erhielt er Ende September 1986 kurz vor seinem Ruhestand den Hafen-Portugaleser, eine wertvolle Silbermünze, die sonst nur Staatsoberhäuptern überreicht wird. Der Hafendirektor, der perfekt Platt sprach und in Hamburger Hafenkreisen als „He lücht“ oder KLM und Mister Hafen bekannt war, brachte den Hamburger Hafen Königen, Präsidenten, Politikern und Wirtschaftslenkern auf der senatseigenen Barkasse Hamburg näher. Der König von Jordanien, Hussein, war so beeindruckt vom Charme des Beamten, dass er ihm eine goldene Uhr schenkte. Karl-Ludwig Mönkemeier verstarb als 85-Jähriger 2009.